# Lene Lai
Lene Lai (caratteri cinesi: 賴琳恩; pinyin: Lai Linen; Taipei, 6 giugno 1989) è un'attrice e modella taiwanese, conosciuta soprattutto per essere arrivata seconda al concorso di bellezza Miss Asia Pageant 2008.

## Biografia
Prima di aver vinto il concorso di bellezza, Lene aveva già avuto un assaggio del mondo dello spettacolo nazionale a 18 anni, partecipando al varietà televisivo Hey Girl, condotto da Chen Chien-Chou. Studentessa alla Tainan University of Technology, Lene lasciò gli studi per dedicarsi totalmente alla carriera, partecipando ad un certo numero di programmi televisivi, tra cui Everybody Speaks Nonsenses II - Hot Pot. Oltre ad essere un'affermata modella di motor shows, ha avuto qualche ruolo minore in alcune serie televisive e teen drama nazionali, quali My Queen e Bull Fighting.
Attualmente Lene Lai è single e vive a Taipei, capoluogo della regione di Taiwan

## Miss Asia Pageant 2008
Lene è stata la seconda modella di nazionalità taiwanese a salire sul podio del concorso di bellezza Miss Asia Pageant, che le ha procurato un contratto come attrice nella primavera del 2009 con l'Asia Television Limited.